# Californication (телесериал)
«Californication» (англ. California — штат Калифорния + Fornication — блуд, внебрачная связь) — американский телесериал производства телеканала «Showtime», повествующий о жизни писателя Хэнка Муди, роль которого исполнил Дэвид Духовны. Выходил в 2007—2014 годах.
На российском телевидении выходил под названиями «Плейбой из Калифорнии» (ДТВ), «Блудливая Калифорния» (MTV), «Калифрения» (Первый канал, в рамках проекта «Городские пижоны») и «Калифорникейшн» (2x2).

## Описание
Сюжет сериала повествует историю известного писателя и не менее известного дамского угодника Хэнка Муди (Дэвид Духовны). 
Когда-то давно Хэнк Муди был вполне счастливым жителем Нью-Йорка, у него была спутница жизни Карен (Наташа Макэлхон) и их дочь Ребекка (Мэйделин Мартин). Но, видимо, счастье не может длиться вечно. 
Последний роман Хэнка «Бог ненавидит всех нас» решили экранизировать в Лос-Анджелесе. Вся семья сорвалась с насиженного места и отправилась навстречу «американской мечте». Однако для Хэнка Муди Город Ангелов обернулся настоящим адом.

## Персонажи

### Главные персонажи
- Хэнк Муди (Дэвид Духовны) — главный герой сериала. Вырос в Гранд-Рапидс (небольшой город в штате Мичиган). В 1985 переехал в столицу штата Джорджия Атланту. Он вырос в католической семье, посещал церковь и приходскую школу. После школы Хэнк поступил в колледж и стал, игнорируя Бога, вести «глупую сумасшедшую жизнь», что привело к исключению из колледжа. Хэнк устроился на работу, те времена он описывает как «заурядность в лучшем своём проявлении». Со временем он открыл в себе писателя. Какое-то время он жил в Нью-Йорке, там остался его отец. Хэнк написал несколько книг, ставших бестселлерами: «Юг рая», «Сезоны в бездне» и «Бог ненавидит всех нас». Вскоре после издания первой книги Хэнк познакомился с Карен в нью-йоркском клубе CBGB. Последняя из них, «Бог ненавидит всех нас», была издана в 2001 году, а Хэнк получил предложение о её экранизации от голливудского режиссёра Тодда Карра. Несколько лет назад Хэнк вместе с Карен и Беккой перебрался в Калифорнию, поближе к Голливуду и американской мечте. Экранизация получила название «Безумная штучка под названием любовь» и стала типичным попсовым голливудским фильмом. Из-за размолвки с Карен, неудачи с фильмом и разочарования в Калифорнии у Хэнка случился творческий кризис, затянувшийся на несколько лет. Хэнк не упускает случая подраться и сказать людям всё, что о них думает. Он пользуется успехом у женщин. При этом Хэнк нежно любит свою дочь и её мать Карен. Он подчёркивает, что никогда не изменял Карен, пока они были вместе.
- Карен ван дер Бик (Наташа Макэлхон) — в то время когда Карен познакомилась с Хэнком в нью-йоркском клубе CBGB, она была студенткой школы искусств и играла на бас-гитаре в какой-то группе. Когда она прочитала книгу Хэнка, то влюбилась окончательно. Через девять месяцев у них родилась Бекка. Позже они втроём переехали в Лос-Анджелес, но за много лет Хэнк так и не сделал ей предложение.      Билл[кто?] нанял Карен, чтобы переделать свой дом. В это время Хэнк был занят на съёмках фильма «Безумная штучка под названием любовь», и уделял мало внимания Карен и Бекке. Карен влюбилась или думала, что влюбилась в Билла и переехала с Беккой жить в тот самый дом.
- Ребекка «Бекка» Муди (Мэйделин Мартин) — родилась в Нью-Йорке, потом вместе с родителями переехала в Лос-Анджелес. Не любит, когда трогают её волосы. Сильнее всех ощущает напряжённую обстановку в семье, постоянно даёт дельные советы родителям. Не раз «застукивала» в спальне своего папы голых женщин и каждый раз вполне адекватно реагировала на это.
- Чарли Ранкл (Эван Хэндлер) — работает менеджером и агентом, хотя на протяжении сериала он то представляет интересы порноактрисы, то продаёт автомобили. Чарли впервые узнал о начинающем, но подающем большие надежды, писателе Хэнке Муди на вечеринке с Бретом Истоном Эллисом в далёком 1987 году. Чарли Ранкл прочитал книгу Хэнка и становится агентом начинающего писателя. И в первом сезоне сериала нам уже показывают писателя и его агента, как друзей. Чарли женат на Марси Ранкл, с которой постоянно ссорится на протяжении первых сезонов сериала, и в итоге в 3-м сезоне — разводятся. В четвёртом оказывается что Марси беременна от Чарли. В конце 6 сезона они снова сходятся. Одно время Чарли работал в CAA, потом перешёл в UTK.
- Марси Ранкл (Памела Эдлон) — замужем за Чарли Ранклом уже более 20 лет. Давно дружит с Хэнком и Карен. Очень нахальная и уверенная в себе женщина. Марси работает управляющей в салоне депиляции. В семейной жизни у неё много проблем и разногласий с мужем. Но Марси стремится наладить прежние чувства к Чарли. А после 3-го сезона наоборот: Чарли пытается восстановить свои отношения с Марси. Главный недостаток Марси — слабость к наркотикам, а именно к кокаину. Из-за этого Хэнк часто называет Марси «кокаиновым гномиком».
- Мия Льюис (Кросс) (Мэйделин Зима) — родилась в 1991 году в Санта-Монике, штат Калифорния. В то время, когда происходят основные события сериала, Мие 16-17 лет. Мать Мии умерла от болезни несколько лет назад. Её отец Билл уделяет ей мало времени из-за своей работы, а также потому, что считает, что детям надо давать больше свободы. Фамилия Кросс, указанная на обложке книги, а также страницах в Facebook и Твиттере, является творческим псевдонимом.

### Второстепенные герои
- Холли (Дреа де Маттео) — стриптизёрша, с которой Ричард Бейтс изменил своей жене Карен. (5 сезон, 7 серия)
- Билл Льюис (Кросс) (Дамиан Янг) — первая жена Билла, которую он очень любил, умерла несколько лет назад от болезни. Билл заказал Карен редизайн своего дома в Венисе (район Лос-Анджелеса), он хотел, чтобы вокруг дома было побольше зелени. У Хэнка и Карен были трудные времена, и Карен и Билл постепенно влюбились, или думали, что влюбились друг в друга. После этого Карен с Беккой переехали в тот самый дом Билла. Имя и фамилия Билла — намёк на известного американского инвестора Билла Гросса.
- Беатрис (Трикси) (Джуди Грир) — в сериале Трикси появлялась четыре раза (первое появление в первом, второе во втором, третье в четвёртом и четвёртое в пятом сезоне). Она работает проституткой и как-то вечером, в баре, Трикси повстречалась с Хенком. Это была серия, когда умер отец Хенка. Они познакомились в баре, а потом пошли в гостиницу. В той серии Трикси постоянно говорила, что она проститутка, но Хэнк то ли не верил, то ли не хотел верить. Во втором сезоне Трикси с подругами пришла в дом к Лу Эшби, и там они снова встретились с Хэнком. Трикси не похожа на остальных проституток. Кажется, что у неё есть глубокий внутренний мир.
- Соня (Пола Маршалл) — подруга Карен, сайентолог, единожды переспала с Хэнком. Во втором сезоне беременна, возможно, от Хэнка. В последней серии второго сезона родила чернокожего ребёнка (от бармена).
- Дэни (Рэйчел Майнер) — секретарша Чарли, так же известна как Дэни Калифорния или DaniCA.
- Мередит (Эми Прайс-Фрэнсис) — адвокат, девушка Хэнка, с которой он пытается забыть Карен и начать новые длительные отношения.
- Лу Эшби (Каллум Кит Ренни) — продюсер, друг Хэнка и герой его книги, которую тот пишет весь второй сезон. После смерти появляется во снах Хэнка в роли бармена.
- Дженни Джонс (Мэдхен Амик) — самая любимая женщина в жизни Лу Эшби.
- Дэйзи (Карла Галло) — порноактриса, клиентка Чарли и, позднее, его внебрачная любовница.
- Мишель (Сёрфингистка) (Мишель Ломбардо) — подруга Хэнка, при первом знакомстве переспала с ним и ограбила его.
- Рони Прейгер (Хэл Озсен) — порнорежиссёр и деловой партнёр Чарли по фильму «Вагинатаун».
- Джулиан (Ангус Макфедьен) — злейший враг Хэнка во втором сезоне и духовный наставник Сони.
- Дэмиен Паттерсон (Эзра Миллер) — бойфренд Бекки.
- Стейси Кунс (Питер Галлахер) — декан колледжа, в котором преподаёт Хэнк (3 сезон).
- Фелиция Кунс (Эмбет Дэвидц) — жена декана Кунса и преподавательница в том же колледже (3 сезон).
- Челси Кунс (Эллен Уоглом) — лучшая подруга Бекки, дочь Стейси и Фелиции Кунс (3 сезон).
- Джилл Робинсон (Дайан Фарр) — ассистентка Хэнка в колледже (3 сезон).
- Джеки (Ева Амурри) — студентка Хэнка, стриптизёрша (3 сезон).
- Сью Колини (Кэтлин Тёрнер) — начальница Чарли (3 сезон).
- Пол Райдер (Джеймс Фрейн) — бойфренд и менеджер Мии, злейший враг Хэнка в финале третьего сезона.
- Эбби (Карла Гуджино) — адвокат Хэнка (4 сезон).
- Пирл (Зои Кравиц) — подруга Бекки, солистка группы «Queens of Dogtown» (4 сезон).
- Саша Бингхэм (Эддисон Тимлин) — кинозвезда (4 сезон).
- Эдди Ниро (Роб Лоу) — актёр, голливудская суперзвезда (4-7 сезон).
- Ричард Бейтс (Джейсон Бех) — писатель (3-6 сезон). Известный писатель, который всё время подкалывает Хэнка тем, что последнему ещё далеко до настоящего прорыва в литературе. Был преподавателем Карен, что закончилось романом. В пятом сезоне является мужем Карен. Неадекватно реагирует на алкоголь и наркотики, обнажаясь и представляя всем своё «членогалище». Открыто признаётся в своей бисексуальности.
- Фэйт (Мэгги Грейс) — групи (6 сезон). Фэйт сопровождала «одного из величайших гитаристов современности» в турне, пока однажды тот не умер в номере отеля. Была монашкой, но потом сорвалась и стала путешествовать с рок-музыкантами. Как сама признаётся, она видит талант и стремится его развить. Считает себя музой. Хэнк знакомится с Фэйт в нарколечебнице, и постепенно у них завязываются серьёзные отношения, обещающие перерасти в нечто большее.
- Аттикус Фетч (Тим Минчин) — рок-легенда (6 сезон). Аттикус слабовольный, но гениальный музыкант, создавший много шедевров. При первом знакомстве Хэнк называет его динозавром, потому что его музыка уже не идёт в ногу со временем. Всё время изменяет своей жене, почти не пытаясь это скрывать. Очень зациклен на своей персоне. Чарли становится его менеджером. Пытался завязать с карьерой и наркотиками, но Хэнк, Фэйт и Бэкка вернули его на сцену при помощи лестных слов и наркотиков. Вместе с Хэнком создают мюзикл «Безумная штучка по имени любовь».
- Робби Мак (Йохан Урб) — актёр-гомосексуал (6 сезон). Чарли Ранкл становится его агентом, при этом прикидываясь геем.
- Офелия (Мэгги Уилер) — подруга Марси, писательница-феминистка (6 сезон).

### Приглашённые звёзды
- Мэрилин Мэнсон — играет самого себя в качестве друга Аттикуса Фетча.
- Эмбер Хёрд — играет саму себя на съёмках фильма «Безумная штучка под названием любовь».
- Пит Венц — играет гостя на вечеринке Мии.
- Рик Спрингфилд — играет испорченную версию себя.
- Зак Вайлд — играет продавца магазина Guitar Center.
- Томми Ли — играет самого себя.
- RZA — рэпер Самурай Апокалипсис.
- Питер Берг — играет самого себя в сцене драки с Хэнком.
- Себастьян Бах — играет умершую рок-звезду.
- Генри Роллинз — ведущий радиопрограммы, где Хэнк иронизирует над сленгом интернета.

## Обзор
| Сезон | Сезон | Эпизоды | Оригинальная дата выхода | Оригинальная дата выхода |
| Сезон | Сезон | Эпизоды | Премьера сезона          | Финал сезона             |
| ----- | ----- | ------- | ------------------------ | ------------------------ |
|       | 1     | 12      | 13 августа 2007          | 29 октября 2007          |
|       | 2     | 12      | 28 сентября 2008         | 14 декабря 2008          |
|       | 3     | 12      | 27 сентября 2009         | 13 декабря 2009          |
|       | 4     | 12      | 9 января 2011            | 27 марта 2011            |
|       | 5     | 12      | 8 января 2012            | 1 апреля 2012            |
|       | 6     | 12      | 13 января 2013           | 7 апреля 2013            |
|       | 7     | 12      | 13 апреля 2014           | 29 июня 2014             |

## Награды и номинации
- В 2008 году сериал стал обладателем премии «Золотой глобус» в номинации «Лучшая мужская роль на ТВ (комедия или мюзикл)» (Дэвид Духовны)
- В 2008 и 2009 годах был номинирован на премию «Золотой глобус» в номинации «Лучший комедийный сериал»